# Carl Frederik Krabbe (1793-1849)
 Der er flere personer med dette navn, se Carl Frederik Krabbe.
Carl Frederik Krabbe (ved dåben: Carl Friederich Krabbe) (22. oktober 1793 i Rendsborg – 10. juli 1849 på Billeshave) var en dansk officer, bror til Oluf Krabbe og far til Heinrich Krabbe.

## Karriere
Han var søn af toldforvalter i Ærøskøbing og kaptajn i landeværnet Johann Heinrich Bernhard Ludvig Krabbe (1751-1809) og Anna Marie Marjenhoff (1751-1806). I 1807 blev Krabbe frikorporal, frekventerede det daværende holstenske, militære institut i Rendsborg og kom i 1811 som landkadet til København, hvor han i december 1812 tog officerseksamen og derefter blev ansat som sekondløjtnant i 2. jydske Infanteriregiment med anciennetet af 28. december samme år. I året 1813 marcherede han med regimentet til Holsten, men kom snart tilbage til Fyn og derfra til Jylland, hvor han forblev indtil i 1815, da regimentet marcherede til det hannoverske og i slutningen af året til Frankrig, hvorfra det først i 1819 vendte tilbage, bataljonen, hvortil Krabbe hørte, til Aalborg. Her giftede han sig og drog straks derefter, i maj 1820, med regimentet til garnison i København, hvor han forblev indtil 1848. 1824 forfremmedes han til premierløjtnant, han fik 1834 kaptajns anciennetet, 1837 kaptajns karakter, 1839 udnævntes han til virkelig stabskaptajn ved regimentet, og ved hæromordningen i 1842 blev han ansat som kompagnichef ved den af 2. jydske Regiment dannede 9. Linjebataljon.
I sin garnisonstid var han kommanderet i en mængde skoler og var til forskellige tider medlem af større kommissioner; fra 1836 til 1842 beklædte han posten som adjudant hos inspektøren over samtlige infanteriregimenter og jægerkorps. 

### Treårskrigen
Ved krigens udbrud marcherede han med bataljonen til Slesvig og deltog i træfningen ved Bov og i slaget ved Slesvig. Krabbe blev 1848 major og kommandør for Garnisonsbataljonen i København, overtog 1849 kommandoen over 9. Linjebataljon og deltog i slaget ved Kolding, træfningen ved Gudsø.
Krabbe blev indskibet for som kommandør for 9. Linjebataljon at deltage i udfaldet fra Fredericia, hvor han blev dødeligt såret af et skud i højre lår på forskansningerne øst for Treldevejen i slaget ved den 6. juli 1849. Han døde fire dage senere på Billeshave Lazaret. Han blev begravet på Middelfart Kirkegård.
Krabbe var blevet Ridder af Dannebrog 10. juni 1841 og Dannebrogsmand 13. september 1848.
Der findes en granitmindesten på Fælledvej i Fredericia, som blev afsløret 6. juli 1938. 

## Ægteskab
7. april 1820 havde han i Budolfi Kirke ægtet Bente Kirstine Kruuse (20. august 1801 i Aalborg - 22. marts 1870), datter af købmand, stadshauptmand i Aalborg Jørgen Mørch Kruuse og Kirstine Bierum. Ved sin død efterlod han enke og fem børn. 